# Riu Waikato
El riu Waikato és el riu més llarg de Nova Zelanda. Té una longitud de 425 km des de la seva font al llac Taupo fins al seu estuari al mar de Tasmània. Waikato significa 'aigua corrent' en l'idioma maori. Desemboca al mar de Tasmània.
En alguns punts del riu el nivell d'arsènic és 0,035 g/m³. Des de 2002, un tub amb una longitud de 35 km desvia 75 milions de litres d'aigua cap a Auckland, la ciutat més gran de Nova Zelanda, que suposen un 8% de les seves necessitats.